# 2020-as US Open (tenisz)
A 2020-as US Open (amerikai nyílt teniszbajnokság) a COVID–19-világjárvány következtében a szeptemberre halasztott Roland Garros, valamint az elmaradt Wimbledoni teniszbajnokság miatt az év második Grand Slam-tornája volt, amelyet 140. alkalommal rendeztek meg New Yorkban, a  USTA Billie Jean King National Tennis Center kemény borítású pályáin 2020. augusztus 31. és szeptember 13. között. A korábbi évektől eltérően a járványveszély miatt selejtezőkre nem került sor, mind a férfiaknál, mind a nőknél csak a 128-as főtáblát rendezték meg. A párosoknál ezúttal csak 32 páros indítására nyílt lehetőség. A vegyes páros, valamint a juniorok küzdelmei elmaradtak.
A férfi címvédő a spanyol Rafael Nadal volt, míg a nőknél a kanadai Bianca Andreescu győzött az előző évi tornán. A járványveszély miatt ebben az évben azonban egyikőjük sem indult. Nem indult rajtuk kívül a nőknél a világranglista első nyolc helyezettjéből hat versenyző, a férfiaknál a világranglista első tíz helyezettje közül Nadal mellett távol maradt Roger Federer és Gaël Monfils is.
A győzelmet a nőknél a japán Ószaka Naomi szerezte meg, miután a döntőben 1–6, 6–3, 6–3 arányban nyert a fehérorosz Viktorija Azaranka ellen. A férfiaknál az osztrák Dominic Thiem első Grand Slam-tornagyőzelmét aratta, miután a döntőben 2–6, 4–6, 6–4, 6–3, 7–6(6) arányban legyőzte a német Alexander Zverevet. Női párosban a német Laura Siegemund és az orosz Vera Zvonarjova kettőse, míg férfi párosban a horvát Mate Pavić és a brazil Bruno Soares párosa nyert.
A magyar teniszezők közül a világranglistán elfoglalt helye alapján Balázs Attila és Fucsovics Márton indulhatott. A nőknél egyéniben csak Babos Tímea volt jogosult az indulásra. Balázs Attila és Babos Tímea az első körben estek ki. Fucsovics Márton eddigi legjobb US Open eredményével a 3. körig jutott.
Női párosban Babos Tímea a francia Kristina Mladenovic párjaként 1. kiemeltként indulhatott, a 2. forduló előtt azonban Mladenovicot a járványveszélyben való érintettsége miatt (mint a fertőzött Benoit Paire kontaktszemélye) kizárták a további versenyzésből.

## Világranglistapontok
| Eredmény    | Férfi egyes | Férfi páros | Női egyes | Női páros |
| ----------- | ----------- | ----------- | --------- | --------- |
| Győzelem    | 2000        | 2000        | 2000      | 2000      |
| Döntő       | 1200        | 600         | 1300      | 1300      |
| Elődöntő    | 720         | 360         | 780       | 780       |
| Negyeddöntő | 360         | 180         | 430       | 430       |
| 16 között   | 180         | 90          | 240       | 240       |
| 32 között   | 90          | 0           | 130       | 10        |
| 64 között   | 45          | –           | 70        | –         |
| 128 között  | 10          | –           | 10        | –         |

## Pénzdíjazás
A koronavírus-járvány miatt csökkentett létszámmal rendezett torna teljes összdíjazása 53,4 millió amerikai dollár, amely az előző évi rekorddíjazás 95%-a. A fennmaradó mintegy 3,5 millió dollárból az elmaradt selejtezők miatti kompenzálásként a nők részére Prágában WTA 125K-tornát rendeznek. A férfi és női bajnokok a tavalyinál kevesebbet, 3 millió dollárt kapnak.
| Eredmény    | Egyes (nemenként) | Páros (csapatonként) |
| Győzelem    | 3 000 000 $       | 400 000 $            |
| Döntő       | 1 500 000 $       | 240 000 $            |
| Elődöntő    | 800 000 $         | 130 000 $            |
| Negyeddöntő | 425 000 $         | 91 000 $             |
| 16 között   | 250 000 $         | 50 000 $             |
| 32 között   | 163 000 $         | 30 000 $             |
| 64 között   | 100 000 $         | –                    |
| 128 között  | 61 000 $          | –                    |

## A döntők eredményei

### Férfi egyes
- Dominic Thiem –  Alexander Zverev, 2–6, 4–6, 6–4, 6–3, 7–6(6)

### Női egyes
- Ószaka Naomi  –  Viktorija Azaranka 1–6, 6–3, 6–3

### Férfi páros
- Mate Pavić /  Bruno Soares –  Wesley Koolhof /  Nikola Mektić, 7–5, 6–3

### Női páros
- Laura Siegemund /  Vera Zvonarjova –  Nicole Melichar /  Hszü Ji-fan 6–4, 6–4